# جوبيتر (عائلة صواريخ)
جوبيتر كانت عائلة مركبات إطلاق الحمولات فائقة الوزن «جوبيتر» جزءًا من التصميم المُقترح «دايريكت» لمركبات الإطلاق على طراز المكوك الفضائي. وكان الغرض منها أن تكون بديلة لصواريخ آريس 1، وآريس 5 التي كان يعمل على تطويرها مشروع كونستيليشن التابع للولايات المتحدة الأمريكية.
كان من المتوقع الحصول على فوائد كبيرة من إعادة استخدام أكبر قدر ممكن من المعدات والمرافق من برنامج المكوك الفضائي، وتضمن هذه الفوائد التوفير في التكلفة، والخبرة بالمعدات الموجودة، والاحتفاظ بالقوى العاملة.

## مقترح دايريكت
صُمّمت صواريخ جوبيتر لتكون عائلة صواريخ متشابهة بشكل كبير، وهي مُستقاة من أنظمة المكوك الفضائي الحالي. تستخدم كل مركبة إطلاق من نوع جوبيتر «المرحلة الأساسية المشتركة»، إذ تتألف من هيكل خزان يعتمد بشكل أساسي في تصميمه على الخزان الخارجي لمكوك الفضاء الحالي، بالإضافة إلى زوج من المعززات الصاروخية العاملة بالوقود الصلب، والتي يتألف كل منها من أربعة أجزاء مثبتة إلى جانبي المكوك الفضائي. توصل أربعة محركات رئيسية لمكوك الفضاء من المركبة المدارية للمكوك إلى أسفل الخزان، والتي تستهلك الوقود منه. توضع الحمولات الثقيلة التي تندرج ضمن المرحلة العليا (الأخيرة) من صاروخ جوبيتر في أعلى هيكل الخزان. بالنسبة للرحلات الاستكشافية خارج كوكب الأرض، ستلعب المرحلة العليا لجوبيتر دورًا مشابهًا لمرحلة مغادرة الأرض المُخطط لها في صاروخ آريس 5. حدد التصميم دايريكت المكونات الحالية لمركبات الإطلاق، لكنه زعم أن التحسينات، مثل معزز الدفع الصاروخي القوي جدًا المكون من خمسة أجزاء، أو محرك المرحلة العليا جاي-2 إكس، كان من الممكن أن تُدمج معًا.
سيُحمل الطاقم في مركبة ناسا للاستكشاف «أوريون» المُخصصة لنقل الطاقم، والتي ستتموضع في أعلى مركبة الإطلاق (الصاروخ الحامل). وستُطوّق الحمولة بغطاء سواء كانت أسفل المركبة أوريون أو بمفردها في مهمة إطلاق خاصة بالحمولة فقط.

## الاختلافات
تم توقع الكثير من الأشكال التي سيأخذها صاروخ جوبيتر، تزامنًا مع عرض مُقترح النسخة الثالثة من دايريكت في مايو عام 2009 التي أوصت بنموذجين هما: جوبيتر-130، وجوبيتر-246 اللذين تصل قدرتهما حسب الزعم إلى نقل حمولات تتجاوز 60 و90 طن على التوالي إلى مدار أرضي منخفض.

### جوبيتر-130
اقترح تصميم دايريكت أن يكون جوبيتر-130 الشكل الأول المطوّر، بهدف تشغيله خلال أربع سنوات اعتبارًا من بدء برنامج التطوير. تألف جوبيتر-130 من المرحلة الأساسية المشتركة بين كل صواريخ هذا النوع، بالإضافة إلى إزالة واحد من المحركات الرئيسية، ومن دون مرحلة عليا، وغطاء الحمولة في القمة. اعتمدت المرحلة الأولى من جوبيتر-130 على محرك واحد عالي التبريد، بالإضافة إلى ثلاثة محركات رئيسية، ومن دون محركات للمرحلة العليا. بادلت عمليات الإطلاق الأولية الطواقم، بالإضافة إلى نقل الحمولة إلى محطة الفضاء الدولية، وهي الوظيفة التي تؤديها حاليًا صواريخ سويوز.
أشارت حسابات دايريكت إلى أن جوبيتر-130 سيكون قادرًا على نقل أكثر من 60 طن من الحمولة، وأكثر من 70 طن من الحمولة والطاقم معًا في مدارات دائرية متنوعة، وفي مدارات منخفضة إهليلجية مائلة حول الأرض. بعد طرح كتلة الطاقم والمركبة أوريون المقترحة (18 إلى 22 طن بحسب المهمة)، قورن الباقي مع سعة حمولة المكوك الفضائي التي تبلغ 25 طن، ومع طرح سعة حمولة آريس 1 باستثناء مركبة أوريون.

### جوبيتر-246
استخدم جوبيتر-246 أربعة محركات مكوك فضاء رئيسية تندرج ضمن المرحلة الأساسية المشتركة بالإضافة إلى المرحلة العليا، وهي تُسمى بشكل غير رسمي مرحلة جوبيتر العليا (جاي يو إس). يستخدم جوبيتر-246 ستة محركات من طراز آر إل 10 بي-2 من أجل المرحلة العليا. يعتمد جوبيتر-246 على محرك عالي التبريد في مرحلتين، بالإضافة إلى أربعة محركات رئيسية وستة محركات في المرحلة العليا. الهدف الأساسي من جوبيتر-246 هو إطلاق حمولات ثقيلة جدًا، بالإضافة إلى إطلاق الحمولات والطاقم في المهمات القمرية.

### مرحلة جوبيتر العليا (الأخيرة)
سيُستنفد الوقود الدافع للمرحلة الرئيسية قبل الوصول إلى مدار أرضي منخفض، لأن جوبيتر- 246 يستخدم أربع محركات مكوك فضاء رئيسية تعتمد على خزانات وقود الدفع المصممة بالأصل لثلاثة محركات، وبالتالي ستنقل المرحلة العليا ذات الطاقة الكبيرة الحمولة إلى المدار. يجري الانطلاق بحمولة جزئية هي وقود الدفع للمرحلة العليا وتبلغ 75 طن، ويجب على جوبيتر-246 نقل 84 طن بين الحمولة والطاقم إلى مدار دائري مائل بدرجة 29، وعلى ارتفاع 241 كيلومتر. يجب على جوبيتر-246، عند الإطلاق من دون طاقم أو حمولة، نقل 75 طن من وقود الدفع، و100 طن إضافية من وقود الدفع أيضًا إلى المدار السابق نفسه. تصل سعة الحمولة الكلية لمرحلة المشتري العليا إلى 175 طن تقريبًا. في المهمات القمرية التي تعمل فيها المرحلة العليا على أنها مرحلة مغادرة الأرض، تُطلق الحمولة الكاملة من وقود الدفع التي تساوي 175 طن، إذ يُستهلك 75 طن من أجل الوصول إلى مدار أرضي منخفض، ويبقى 100 طن لتُحرق في مرحلة مغادرة الأرض.
تماشيًا مع تصميم دايريكت النسخة الثالثة في استخدام معدات موجودة قدر الإمكان، اقترحت هذه النسخة عائلة المحركات العريقة آر إل 10 لتشغيل مرحلة جوبيتر العليا. لكنّ دايريكت كان ينتظر أداءً مماثلًا من صواريخ المرحلة العليا جاي-2 إكس، التي كانت قيد التطوير في وقت سابق من أجل المرحلة العليا في صواريخ آريس 1 وآريس 5.[بحاجة لمصدر]

## اعتبارات التصميم

### استخدام محرك موجود
إن واحدًا من الأهداف الرئيسية لمقترح دايريكت هو تطوير صاروخ حمولة ثقيلة جديد في أقصر إطار زمني. كان من المتوقع عند بدء مشروع دايريكت في 2006 أن يكون جاهزًا للعمل خلال أربع سنوات. خطط دايريكت لاستخدام معزز دفع صاروخي ذي أربعة أجزاء، يعمل بالوقود الصلب دون تغيير عن تلك الخاصة بالمكوك الفضائي، ولاستخدام المحرك الرئيسي آر إس-68، ومحرك المرحلة العليا جاي-2 إكس اللذين يجري العمل عليهما ضمن مشروع كونستليشن.[بحاجة لمصدر]
بحلول عام 2009، تشكّلت مخاوف متعلقة بمحرك التبريد بالتذرية آر إس-68 حول أنه قد لا يتحمل الحرارة العالية الصادرة عن المعززات الصاروخية المجاورة. في ظل هذه المخاوف، وبالإضافة إلى اقتراب موعد توقف برنامج المكوك الفضائي عن العمل، دعا دايريكت في اقتراح لاستخدام محرك مكوك الفضاء الأساسي الأكثر تكلفة، والقابل لإعادة الاستخدام، والذي يبرّد بشكل متجدد. وُصلت ثلاثة أو أربعة من محركات المكوك الفضائي الرئيسية إلى أسفل هيكل الخزان الرئيسي، والتي سيجري التخلص منها في الغلاف الجوي للأرض بالإضافة إلى الخزان. أما بالنسبة للمهمات خارج مدار الأرض المنخفض، فستستخدم المرحلة العليا لجوبيتر ستة محركات آر إل 10 بي-2 مصنّعة في شركة برات آند ويتني.[بحاجة لمصدر]
تطلب صاروخ آريس 5 الذي اقترحته ناسا، قبل إمكانية إطلاقه، إصدارًا جديدًا معدلًا من المعزز الصاروخي المكون من خمسة أجزاء والخاص بمكوك الفضاء، بالإضافة إلى محرك المرحلة العليا جاي-2 إكس، وهو المحرك المعدل من جاي-2 المُستخدم في صاروخ ساتورن 5. كان من الممكن إطلاق عائلة صواريخ جوبيتر الُقترحة بواسطة محركات متوفرة حاليًا، مع إمكانية الترقية إلى معززات صاروخية ومحرك المرحلة العليا جاي-2 إكس الأكثر قوة التي يجب أن تكون متوفرة.[بحاجة لمصدر]